# Acidiostigma polyfasciatum
Acidiostigma polyfasciatum es una especie de insecto del género Acidiostigma de la familia Tephritidae del orden Diptera.

## Historia
Miyake la describió científicamente por primera vez en el año 1919.